# كيفن لف
كيفن لف (بالإنجليزية: Kevin Love) مواليد 7 سبتمبر 1988، هو لاعب كرة سلة أمريكي يلعب مع فريق كليفلاند كافالييرز في الرابطة الوطنية لكرة السلة ويحمل الرقم 0. يبلغ طوله 6 قدم 10 بوصة (2.1 م).

## فرق لعب لها
- مينيسيوتا تيمبر وولفز
- كليفلاند كافالييرز

## الميداليات
| الميدالية | المسابقة                         |
| --------- | -------------------------------- |
| ذهبية     | الألعاب الأولمبية الصيفية 2012   |
| ذهبية     | بطولة كأس العالم لكرة السلة 2010 |

## روابط خارجية
- كيفن لف على موقع IMDb (الإنجليزية)
- كيفن لف على موقع الموسوعة البريطانية (الإنجليزية)
- كيفن لف على موقع إن إن دي بي (الإنجليزية)
- كيفن لف على موقع الاتحاد الدولي لكرة السلة (الإنجليزية)
- كيفن لف على موقع إن بي أي (الإنجليزية)
- كيفن لف على موقع سبورتس رفرنس (الإنجليزية)
- كيفن لف على موقع كرة السلة الأوروبية.كوم (الإنجليزية)
- كيفن لف على موقع إي إس بي إن.كوم (الإنجليزية)
- كيفن لف على موقع كلية كرة السلة في سبورتس رفرنس.كوم (الإنجليزية)
- كيفن لف على موقع ريلجم (الإنجليزية)
- كيفن لف على موقع بروبوليرز (الإنجليزية)
- كيفن لف على موقع سبورتس رفرنس (الإنجليزية)
- كيفن لف على موقع قاعدة بيانات الكرة الطائرة الشاطئية (الإنجليزية)